# Branimir Volfer
Branimir Volfer (* 26. September 1924 in Zagreb; † 21. Oktober 2021 in Mönchengladbach) war ein kroatischer Basketballtrainer.

## Laufbahn
Der gebürtige Zagreber Volfer, der auch Handball spielte, gehörte zu den Mitgründern des kroatischen Vereins KK Sloboda Zagreb, Vorläufer von Cibona Zagreb. Volfer spielte für KK Sloboda, unter anderem im ersten Spiel der Vereinsgeschichte am 7. Mai 1946. Später leitete er als Schiedsrichter Länderspiele.
Von 1961 bis 1968 sowie im Spieljahr 1969/70 betreute Volfer den Bundesligisten SSV Hagen, später die zweite Mannschaft des SSV in der Regionalliga. 1961/62 war er zusätzlich Trainer der bundesdeutschen Nationalmannschaft, betreute die Auswahl bei der Europameisterschaft 1961 und insgesamt in 13 Spielen.
Volfer führte von 1960 bis 1962 einen Lehrauftrag an der Kölner Sporthochschule aus. 1964 veröffentlichte er gemeinsam mit Hugo Budinger das Buch „Basketball-Lehren“. Er war ebenfalls als Lehrer in Hagen tätig.
1966 gewann Volfer mit der Altherrenmannschaft des SSV Hagen die deutsche Seniorenmeisterschaft. In Hagen war er auch als Jugendtrainer beschäftigt, 1979 wurde der SSV Hagen unter seiner Leitung deutscher A-Jugend-Meister. Als der Deutsche Basketball Bund 1987 Svetislav Pešić als Bundestrainer verpflichten wollte, wurde Volfer vom DBB beauftragt, ein erstes Gespräch mit Pešić zu führen, um zu versuchen, diesen für die Aufgabe in Deutschland zu gewinnen. Volfer starb im Oktober 2021 im Alter von 97 Jahren.